# Euxoa japonica
Euxoa japonica är en fjärilsart som beskrevs av Embrik Strand 1921. Euxoa japonica ingår i släktet Euxoa och familjen nattflyn. Inga underarter finns listade i Catalogue of Life.